# Corriere del Lunedì
Corriere del Lunedì (Correo del lunes, en italiano) fue un periódico semanal en italiano publicado en Trípoli, Libia. El periódico fue fundado en 1950 por la Asociación Política para el Progreso de Libia, una organización pro-independencia, fachada del Partido Comunista Libio en la clandestinidad. El periódico tuvo una corta vida, ya que fue suprimido antes de la independencia de Libia en diciembre de 1951.